# Історія Марокко

### Берберське Марокко
Територія сучасного Марокко була обжита людьми з епохи неоліту (щонайменше з 8 тисячоріччя до н. е., як можна судити, виходячи з залишків капсійської культури), періоду, коли Магриб був менш посушливим, ніж він є тепер. В епоху Мезоліту територія сучасного Марокко нагадувала скоріше савану, аніж сучасну територію з посушливим кліматом. В той період Марокко було відоме під назвою «Мавретанія» (не плутати з сучасною країною Мавританією). Сучасний аналіз ДНК довів, що багато народів зробили свій внесок у сучасну марокканську генну водоверть на додачу до головної етнічної групи (бербери|берберів). Іншими народами стали араби, ібери, фінікійці, євреї, та народи Африки південніше Сахари.

### Римський період
Римська мозаїка в Волубілісі (Північна Африка) загалом, та територія сучасного Марокко зокрема, поступово втягувались у все ширший Середземноморський світ завдяки фінікійським торговим колоніям та поселенням, що почали оселятись тут починаючи з 6 сторіччя до н. е. Прихід фінікійців започаткував довге об'єднання в Середземномор'я, цей стратегічний регіон сформував частину Римської імперії, відому під назвою Мавританія Тінгітанська. В 5 сторіччі н. е. з падінням Римської Імперії територію сучасного Марокко захопили вандали та вестготи, а через 100 років — візантійці. Щоправда, протягом цього часу більша частина гористої території сучасного Марокко залишалась непідкореною та перебувала в руках своїх корінних мешканців — берберів. Християнство було запроваджено в 2 сторіччі та знайшло прихильників в містах, серед рабів і берберських фермерів.

### Ісламське Марокко
Ісламська експансія почалася в 7 сторіччі н. е. Перше ісламське завоювання Північноафриканського берега відбулося в 670 році під керівництвом Уґба ібн Нафі (Uqba ibn Nafi), генерала при династії Омеядів. Однак перші арабські поселення на території Марокко виникли лише у другій половині 8 ст., коли було закладено мусульманські міста Сіджильмаса (757 р.) і Фес (788 р.). Араби принесли свої звички, культуру та іслам, який прийняли більшість берберів, формуючи держави та королівства, такі як Королівство Некор та Берегвати, іноді після кількарічних громадянських війн. Під керівництвом Ідрісіда ібн Абдаллаха, який започаткував династію Ідрісидів, країна скоро припинила зв'язки та вийшла з-під контролю багдадських Аббасидів. Ідрісіди запровадили столицею Фес. Марокко стало центром навчання та найбільшою силою в регіоні.
Після правління Ідрісідів, арабські завойовники втратили політичний контроль над марокканським регіоном. Прийнявши іслам, берберські династії формували уряди та правили країною. Пізніше реконкісти великі групи мусульман та євреїв з Піренейського півострова припливли до Марокко. Слідом за барбарськими династіями контроль перейшов до династії Алауїтів.

### Шарифський султанат (династія Алаїтів)

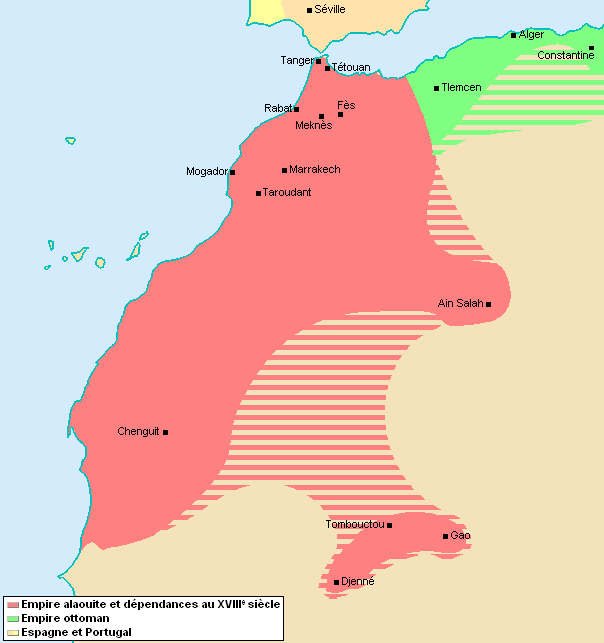
Шарифський султанат (XVIII ст.)

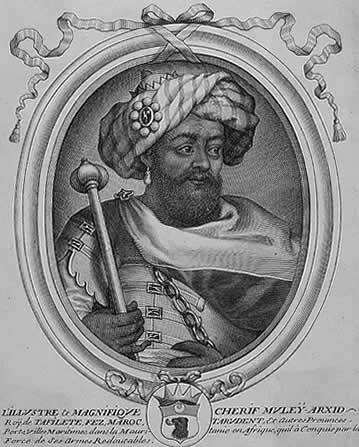
Мулай ар-Рашид

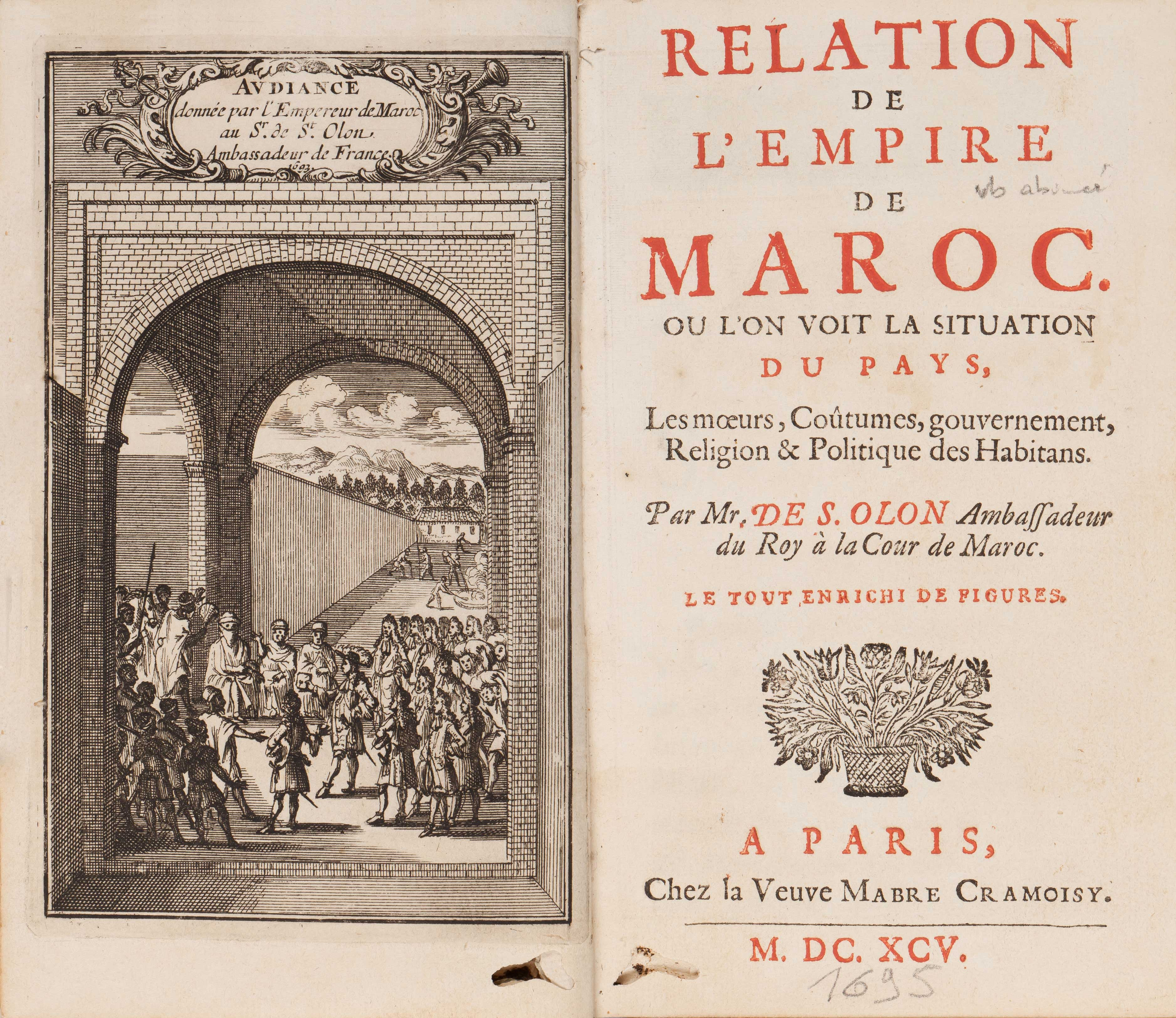
Перша сторінка договору "" Відносини з імперією Марокко ". барон де Сент-Олон (1695)

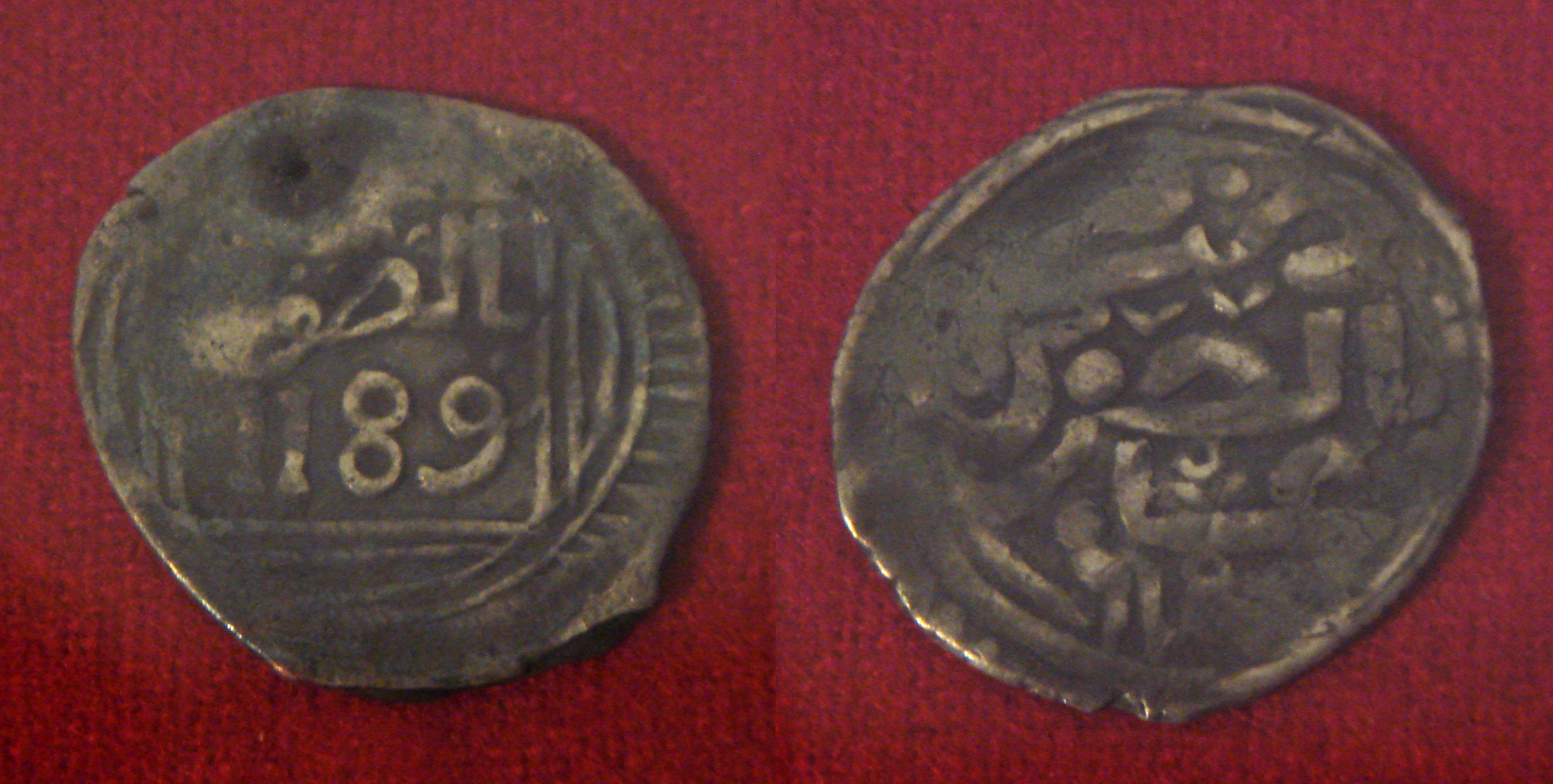
Срібний дирхам 1790 (1189 рік Гіджри) року, періоду правління султану Сиді Мухаммаду бен-Абдалаха

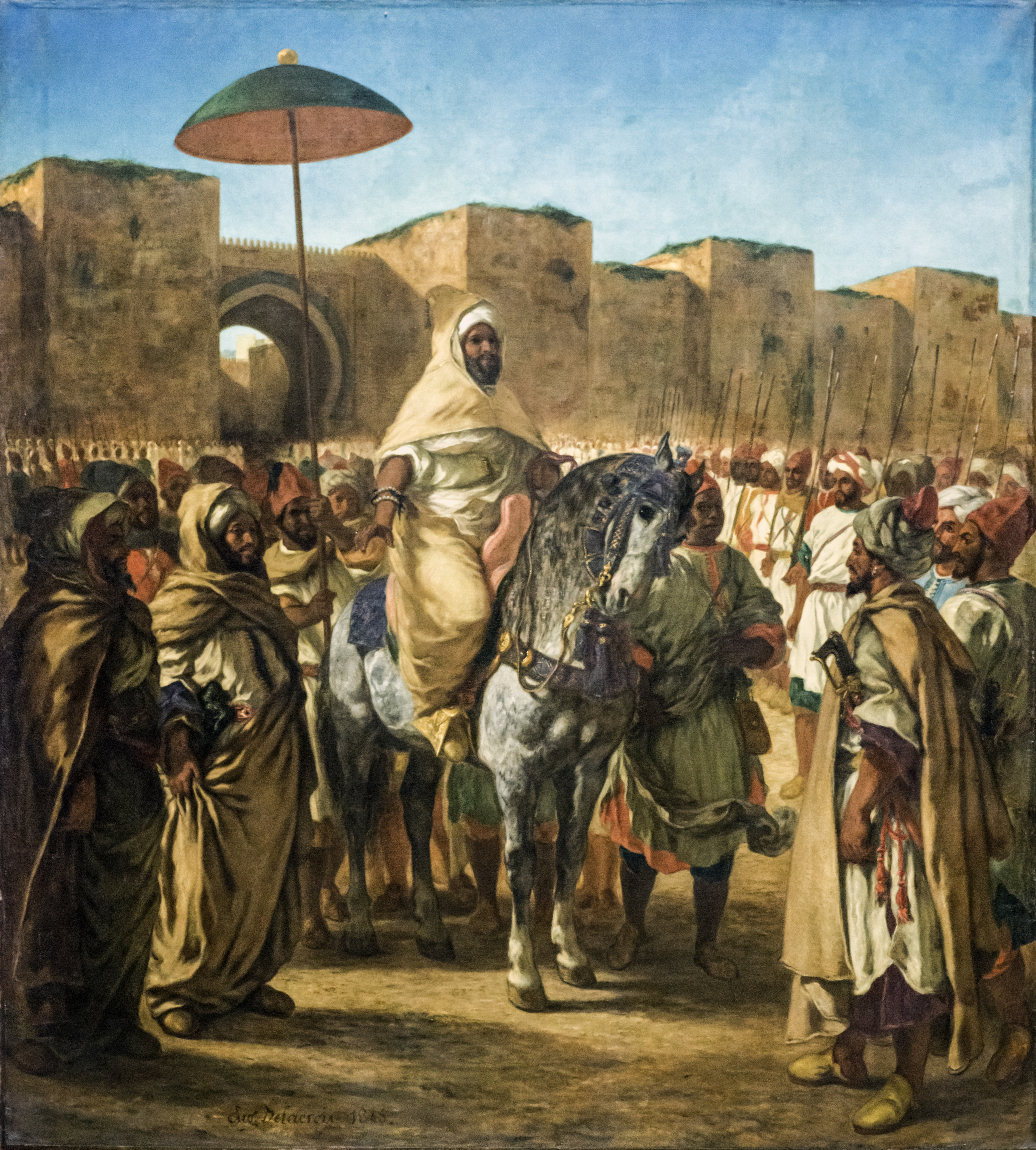
Мауля Абд ар-Рахман бен Хішам перед палацом в Мекнес. Картина Ежена Делакруа (1845).

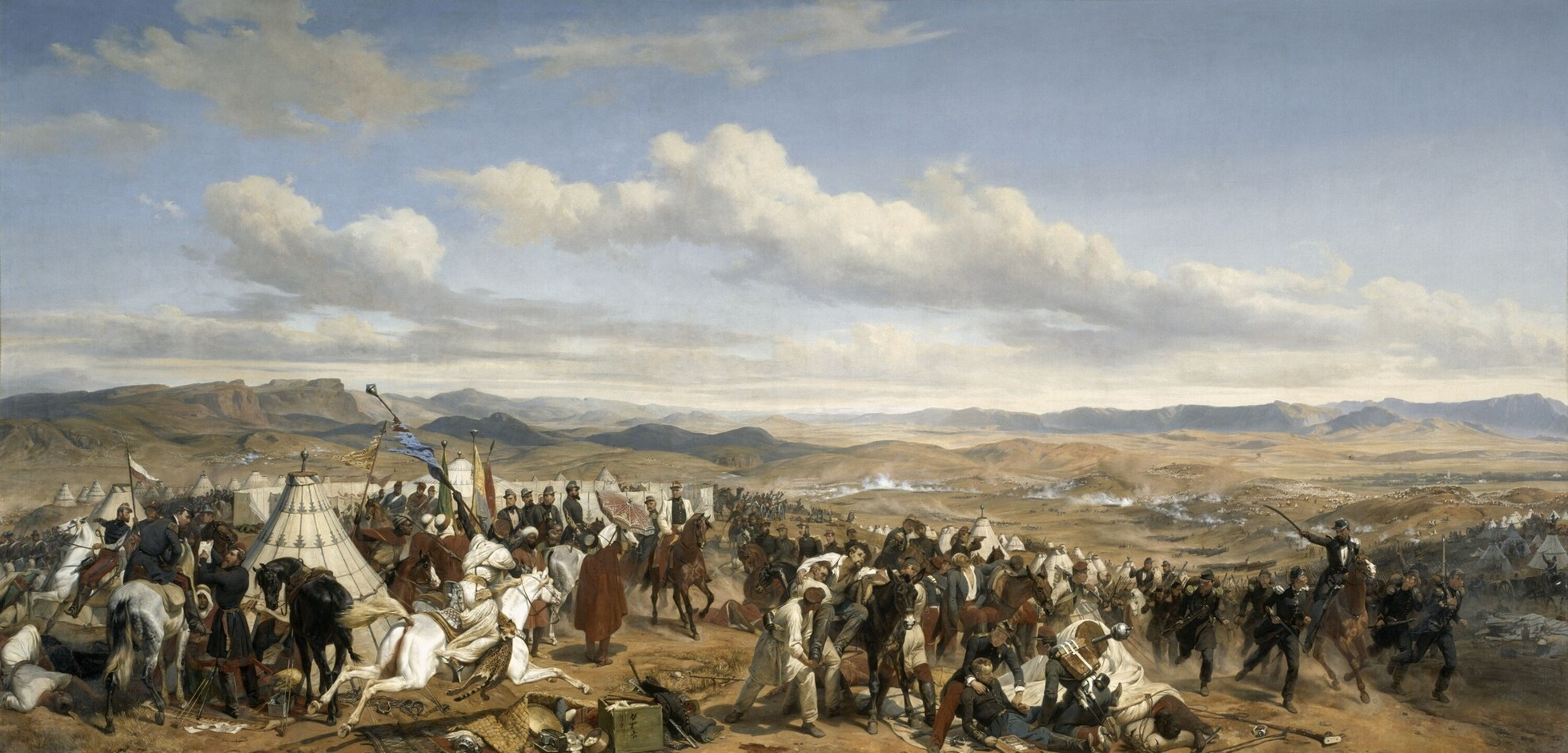
Битва при річці Іслі (1844 рік)

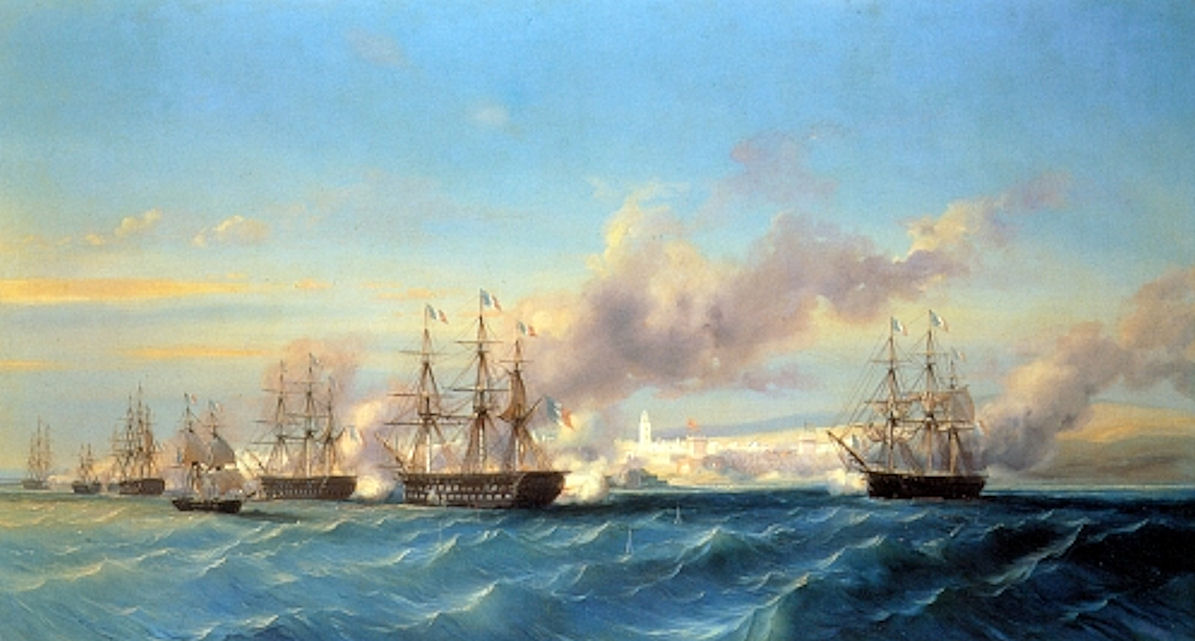
Бомбардування Могодору французьким флотом (1844)

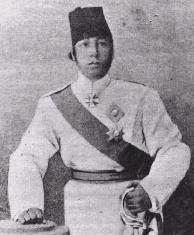
Абд аль-Азіз

В першій половині XVII ст. відбулося відродження шерифського султанату в Марокко в результаті відродження роду Хасана, нащадка пророка Мухаммада із династії Філалідів (Алаїтів). Засновники династії, сини Мухаммада аш-Шерифа (1631—1635 роки) — Мулай Мухаммад (1635—1664 роки), Мулай ар-Рашид (1664—1672 роки) і Мулай Ізмаїл (1672—1727 роки) — затвердили владу династії та осіли в оазі Тафілалет у Сіджильмасі (східне Марокко). Найбільш вагомий внесок у утворенні алауїтської державності вніс Мулай Ізмаїл. Він створив військо з невільних темношкірих солдат, які виховувалися в закритих військових таборах, реформував податкову систему, відбудував нову столицю Мекнес, а також активно боровся з європейською та османською інтервенцією на узбережжі. 1684 року він вигнав британськими війська з Танжера, наприкінці XVII століття звільнив від іспанських колонізаторів оази Лараш, Арсіл і Мамуру. Протягом його 55-річного правління розширилися зовнішні та внутрішні торгові відносини з європейськими державами, але наприкінці його влади посилилося втручання держави в економічне життя країни і Мулай Ізмаїл не зміг створити міцної держави. 
Після його смерті затяжна боротьба за престол (Тридцятирічна смута, 1727—1757 роки) закінчилася повним розвалом Марокко. У запеклій боротьбі за владу, між численними синами султана, головну роль грали абидські та суфійські племена. Вони неодноразово скидали, а потім повертали на престол сина Мулай Ізмаїла — Мулай Абдаллаха (1729—1757 роки). Міжцарів'я супроводжувалося посухами, голодом та відновленням кочових міграцій. 
Тільки онуку Ізмаїла, султану Сиді Мухаммаду бен-Абдалаха (1757—1790 роки), вдалося переманити племена на свій бік і припинити братовбивчу війну. Відновлення відносного спокою дозволило алауїтському уряду (махзену) активізувати зв'язки з Європою. Сиді Мухаммад уклав торговельні договори з Данією (1751 і 1765 роки), Швецією (1763 рік), Францією (1767 рік) та Португалією (1773 рік). 1790 року місто Фес завдяки султану Аль-Язід бен Мухаммада (1790—1792) здобуло незалежність від Османської імперії. Пізніше за часів султана Мулай Сліман Абу-ль-Рабі бен Мухаммада (1792—1822), Фес повернувся знову до складу Марокко і був оголошений столицею султанату, яка пробула фактично до 1912 року.
На початку XIX століття султан Мулай Сліман, наслідуючи аравійських вакхабітів, спробував «очистити» марокканський іслам від напівязичницьких обрядів і тим самим втратив підтримку та авторитет від суфійського братства. У дусі вакхабізму він взяв курс на ізоляцію Марокко від зовнішнього світу. У 1812—1822 роках згуртовані суфійці відповіли йому релігійної війною. 1820 року проти реформ Мулая Слімана спалахнуло Феське повстання на чолі з Ібрагімом Ібн-Язидом. 1822 року Сліман змушений був відректися престолу. Наступний султан Марокко Мауля Абд ар-Рахман бен Хішам (1822—1889) відкинув усі реформи Слімана за що відновив знову довіру суфійців. 1830 року, після вторгнення Франції до Алжиру, Хішам намагався зайняти Тлемсен та інші райони західного Алжиру, надаючи підтримку Абд аль-Кадіру якому в 1843 році надав притулок на території Марокко. Посилення європейської інтеграції, особливо з боку Великої Британії в Марокко у 1856 році змусило султана підписати англо-марокканський договір, який фактично відкривав Марокко для європейської торгівлі.
Починаючи з 1840-х років долі шерифського султанату визначало суперництво Великої Британії, Франції та Іспанії. Нищівна поразки марокканських військ від французів при річці Іслі (1844 рік) і Іспано-марокканська війна 1859—1860 років продемонстрували непідготовленість військових загонів Марокко. Тільки дипломатична підтримка Великої Британії, не зацікавленої в успіхах конкурентів, дозволяла Марокко протягом XIX століття зберігати формальну незалежність. Однак силове «відкриття» марокканських ринків, усунення митних бар'єрів і нерівноправні торгові договори створили умови для напівколоніального контролю провідних країн Європи над шерифською державою. 
Прагнучи пристосувати країну і марокканське суспільство до нових умов, подолати етнокультурну і політичну роздрібненість, султани Сіді Мухаммед бен Абд ар-Рахман (1859—1873 роки) і Мулай Хасан (1873—1894 роки) провели низку реформ у військовій, фінансово-економічній та адміністративній сферах. Військові частини почали формуватися з містян а не із племен, а також озброюватися європейською зброєю. Почалося карбування уніфікованої монети, удосконалювалася дорожня мережа, будувалися портові споруди. Планувалося освоєння власними силами вугільних, залізних, мідних і свинцевих родовищ.
Втручання європейських держав у внутрішні справи Марокко досягло апогею за часів султана Мулай Абд аль-Азизе (1894—1908). Створення Антанти дозволило Великій Британії і Франції «розміняти» право втручання в справи Єгипту і Марокко, а недосвідченість Мулай Абд аль-Азіза в дипломатичних справах і його руйнівна пристрасть до європейських технічних нововведень дали французькому капіталу можливість посилити свої позиції в Марокко. В 1903 році Марокко опинилось на межі фінансового банкрутства. Абд аль-Азіз спромігся отримати позику у Франції, Великої Британії та Іспанії на суму 22,5 млн. франків. В 1904 році отримав новий кредит у Франції на суму 62,5 млн франків. Попри рішучу протидію Німецької імперії, французьким колоніальним колам вдалося нейтралізувати конкурентів. У 1906 році в місті Альхесірас (Іспанія) відбулася міжнародна конференція з питання про розподіл сфер впливу на Марокко. Хоча формально згідно генерального акту Альхесіраської конференції 1906 року визначалася незалежність і цілісність Марокко, насправді французькі та іспанські війська вже в 1907 році приступили до прямої окупації марокканської території. В 1907—1908 році французькі війська захопили Касабланки та округ Уджда. У 1911 р. в Марокко спалахнуло повстання проти султана, Абд аль Хафіза.
 
У квітні 1911, султан був обложений у своєму палаці в Фесі. Франція направила свої війська для придушення повстання, під приводом захисту життя і майна європейців. Німеччина дала згоду на окупацію міста. Марокканські війська обложили окуповане французами місто. Приблизно за місяць, французькі війська прорвали облогу. 5 червня 1911 іспанці окупували Лараше і Ксар-ель-Кебір. 1 липня 1911, німецький канонерський човен Пантера прибув до порту Агадір. Негайно виникла негативна реакція з боку Франції і Великої Британії.
На початку літа 1911, Британія намагалися утримати Францію від прийняття поспішних заходів і відрадила її від відрядження військ у Фес. Зусилля не увінчалися успіхом, але сер Едвард Грей міністр закордонних справ Великої Британії, вважав, що його руки були зв'язані, і що він був змушений підтримати Францію. Уряд Британії висловила неспокій після прибуття Пантери в Марокко. Британія вважала, що німці намагатимуться створити військово-морську базу на Атлантиці у Агадірі.
Королівський флот мав військово-морську базу в Гібралтарі та на півдні Іспанії. Уряд Британії підтримав Францію, як і під час Першої Марокканської кризи знову підтвердивши Англо-французьку угоду, 1904.
7 липня німецький посол у Парижі повідомив французькому уряду, що Німеччина не має ніяких територіальних зацікавленостей у Марокко і буде вести переговори щодо французького протекторату на основі «компенсації» Німеччині у Французькому Конго та забезпечення її економічних інтересів у Марокко. Німецькі умови, на 15 липня, містили пропозицію поступитися північною частиною Французького Камеруну і Того, а також всього Французького Конго.
21 липня Девід Ллойд Джордж виступив з промовою, в якій він заявив, що національна честь дорожча, ніж мир. Промова була інтерпретована Німеччиною як попередження, що вона не може нав'язувати необґрунтовані вимоги Франції.
Франко-німецькі переговори були розпочаті 9 липня 1911 і завершені підписанням Феського договору 4 листопада, згідно з яким Німеччина прийняла панування Франції в Марокко в обмін на Новий Камерун. Терен був частково болотистий, з розповсюдженням сонної хвороби, але надавав Німеччині вихід до річки Конго. Також у рамках договору, Німеччина поступилася на користь Франції невеликою ділянкою території на південному сході від Форт Ламі (наразі частина Чаду)
У 1912 році, погрожуючи султану Мулай Абд аль-Хафізу (1908—1912) війною, французькі представники домоглися підписання Феського договору про протекторат (30.03.1912). У листопаді 1912 року Іспанія також отримала від французького уряду заздалегідь обумовлену право на протекторат над північною частиною Марокко (області Риф і Джебалі) і крайнім південним заходом країни (анклав Іфні). І лише порт Танжер був оголошений міжнародною зоною.

### Французький панування
За тією ж домовленістю Іспанія стала протектором Північної та Південної Сахари 27 листопада того ж року. Багато марокканських солдатів служило у Французькій армії в Першій та Другій Світових війнах, та в Іспанській Національній Армії під час Іспанської громадянської війни. Приблизно 8000 із них загинули на фронтах.

### Опір
До 1956 Танжер мав досить багатоманітне населення, що включало 40 тис. мусульман, 30 тис. європейців та 15 тис. євреїв[1]
Націоналістичні політичні партії, що згодом сформувались під французьким протекторатом, засновували свої вимоги щодо незалежності Марокко на таких документах Другої Світової війни, як Атлантична хартія (спільна американо-британська декларація, що проголошувала серед іншого право всіх людей вирішувати форму уряду, при якому вони живуть). Маніфест «Партії незалежності» (Istiqlal Party) в 1944 році був однією з перших громадських вимог незалежності. Партія згодом забезпечила значною мірою керівництво націоналістичним рухом.
Вигнання французами Могамеда V в 1953 році на Мадагаскар, та його заміна непопулярним Могамедом бен Аарафою, чиє правління сприймалось як нелегітимне, викликала бурхливе протистояння французькому та іспанському протекторатам. В серпні 1953 Ахмед Хаскоурі, халіф Іспанського Марокко оголосив Могамеда V легітимним султаном всього Марокко. Найжорстокіший супротив було виявлено в місті Уджда, де марокканці нападали на французів та інших європейських жителів на вулицях міста. Операції щойно створеної «Jaish al-tahrir» (Армії звільнення) було здійснено 1 жовтня 1955 року. Jaish al-tahrir було створено «Арабським Магрибським комітетом звільнення» («Comité de Libération du Maghreb Arabe») в Каїрі, Єгипет для організації руху опору проти окупації. Його метою було повернення короля Могамеда V, звільнення Алжиру та Тунісу. Франція дозволила Могамеду V повернутися в 1955 році, а переговори, що привели до незалежності Марокко почалися наступного року.
Всі ці події допомогли повернути рівень солідарності між людьми та щойно поверненим королем. З цієї причини революція була названа «Taourat al-malik wa shaab» (Революція короля та людей) та відзначається 20 серпня щороку.

### Недавня історія
Незалежність від Франції отримана в 1956 році. 4 січня 1969 року після декількох резолюцій ООН Іспанія передала Марокко провінцію-анклав Іфні. Глобальний перегляд конституції в 1972. Західна Сахара передана Іспанією Марокко і Мавританії в 1975; партизанська війна в Західній Сахарі з Фронтом Полісаріо (організацією, що виступає за незалежність регіону); Марокко в 1983 погодилося на запропоновану формулу, але відмовилося мати справу із самим Полісаріо. Перемир'я підписане в 1987, але війна триває. Дипломатичні відносини з Алжиром і Сирією відновлені у 1988 і 1989. Нова конституція прийнята на національному референдумі в 1992.
Сучасні кордони Марокко сформувалися в період 1912—1956, коли французька, іспанська і міжнародна адміністрації здійснювали управління окремими частинами країни. У 1956 був відмінений протекторат і визнана національна незалежність і територіальна цілісність Марокко.